# 大統領宮殿 (ナイロビ)
ケニア大統領宮殿 (英語:State House, Nairobi)は、ケニア共和国の首都ナイロビに置かれているケニア大統領の官邸。

## 歴史
ケニアがイギリス帝国の植民地であった時代に、イギリス領東アフリカの総督の公邸として1907年にナイロビに建てられた。独立後は歴代のケニア大統領の官邸として使用されている。

## 施設内
大統領宮殿内にはケニア大統領の執務室、閣僚会議室、大統領府のオフィス、大統領および家族の公邸が設置されている。